# Hierranský vlčák
Hierranský vlk, (španělsky: Perro lobo herreño) dříve označován také jako Hierranský vlčák je plemeno psa, které pochází z ostrova El Hierro (Kanárské ostrovy). V místech původu se mu též říká Lobito nebo Perro Lobo.

## Historie
První psi podobní vlkům se na Kanárských ostrovech objevovali společně s Guanči, kteří si je sem přivezli, již počátkem 15. století. Původně přivezení psi jenž byli kříženci neznámého plemene s vlky se na ostrově dále množili mezi sebou čímž vytvořili specifické a velmi odolné plemeno která do dnešních dní nese vysoký poddíl vlčí DNA.

## Charakteristika
Hierranský vlk je robustní, pevně stavěný pes obdélníkové struktury. Výška v kohoutku se pohybuje mezi 52 až 54 cm, hmotnost od 18 do 22 kg. Z hlediska konstituce, pohybu, srsti i barev se podobá vlkům. Hlava je klínovitého tvaru, uši trojúhelníkovité a vztyčené. Ocas je vysoko posazený, ale v klidu je svěšený. Srst je rovná a přiléhavá, s hustou podsadou. Barva srsti se může pohybovat od žlutavé šedé (nebo smetanové) až po stříbrnou. Ačkoli je srst převážně šedá, podklad je bílý.
Hierranský vlk je temperamentní a velmi aktivní pes. Je mrštný a velmi těžce cvičitelný. Vytváří si silnou vazbu na svého pána, vůči cizím lidem je ostražitý až nedůvěřivý. Častým problémem je strachová agrese, nepředvídatelné ale také až panické chování. Jedná se tak o plemeno vhodné pouze pro velmi zkušené majitele. Zároveň se najdou jedinci se sklony k agresivnímu jednání.

## Využití
V původní oblasti se někteří jedinci využívají jako pastevečtí či hlídací psi. Využitelní jsou ale jen někteří jedinci s vhodnou povahou.